# 私家版
私家版（しかばん）とは主に自費出版で作成される書籍の形態であり、ISBNコードなどを定めず書店に流通させずに狭い範囲で配布することを目的としたもの。
日本においては、昭和戦前までの出版法の規定により発売禁止の措置がとられるおそれのある出版物に関して、私家版（非売品）と銘打って過激な内容を盛り込んだものもある。永井荷風は『腕くらべ』を私家版で性描写を濃密に描いたバージョンを作成した。戦前出版された岩波文庫（旧版）と没後刊行の『荷風全集』版とでは、そのために本文の相違がある。
なお、タイトルでは私家版となっているものの実際は書店で流通している書籍はいくつも存在する。日和聡子の作品のように私家版が中原中也賞を受賞したという例が存在する。
ISBNコードがつけられるようになってからは、コードを付加しない出版物が、事実上の私家版となっている。